# Раки (напій)

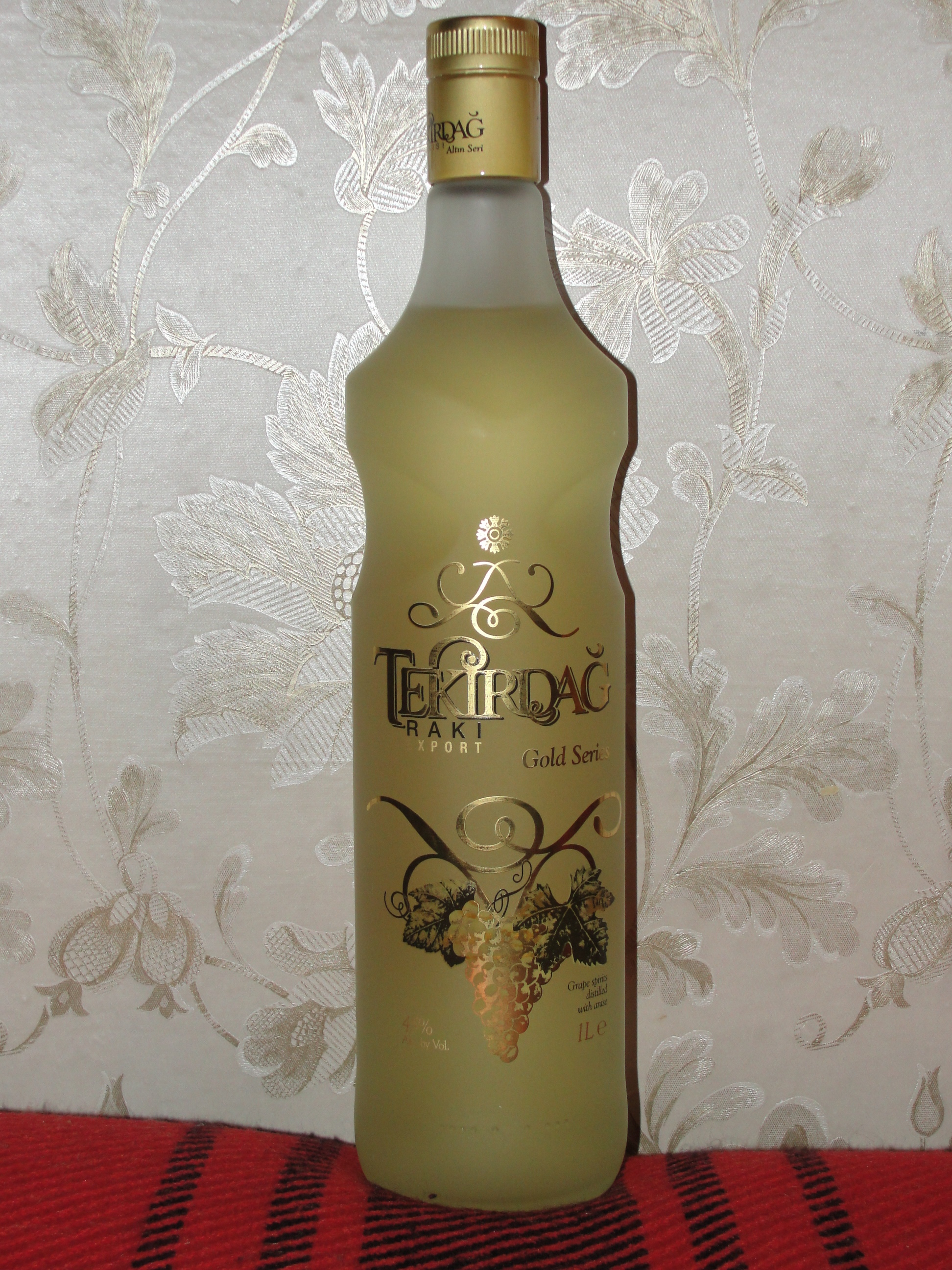
1-літрова пляшка раки сорту Текірдаг Золотий

Раки́ (тур. Rakı) — міцний алгокольний напій, поширений в Туреччині і вважається турецьким національним міцним напоєм. Сучасний раки комерційних брендів є продуктом перегонки виноградного вина, настояним на анісовому корені. Однак домашній раки може робитися з іншої сировини, в першу чергу різних фруктів — інжиру, фініків. Перед розливом у пляшки раки витримується в дубових бочках, як мінімум, один місяць. Звичайний вміст спирту в раки становить 45 %, але в деяких сортах він може бути 40 % або 50 %.
В цілому, раки є зразковим аналогом інших міцних напоїв, настояних на анісі — грецького узо, французького пастис, балканської ракії (назва якої походить від слова раки) .

## Історія
Прообразом раки послужив міцний напій, поширений в арабських країнах Близького Сходу — арак, який являє собою дистилят з різних фруктів. Слово «раки», в усякому разі, походить саме від слова «арак». Свої характерні риси напій отримав приблизно в XVII ст., коли його стали настоювати на анісі. Один із турецьких авторів у своїй праці близько 1630 згадує, що в Стамбулі виготовленням раки були зайняті 300 чоловік в 100 крамницях.
В Османській імперії кінця XVIII — початку XIX століття раки подавався в кабачках-мейхане, які утримували, як правило, немусульмани — греки або, рідше, албанці. У той час сировиною для отримання спирту для раки служили зазвичай виноградні вичавки. Мусульманське населення імперії стало часто відвідувати мейхане в період ліберальних реформ середини XIX століття (танзимату), коли вплив релігійних приписів (у тому числі антиалкогольних) на повсякденне життя стало слабшати. До кінця XIX століття раки по популярності вже обігнав вино. Тоді ж напій повністю набув свого сучасного вигляду.
За твердженням історика алкоголю Арі Турунена раки у Османській імперії було популярне, бо заборона Мухамеда розповсюджувалася лише на вино, а не на дистильовані алкогольні напої. Султани навіть визнавали, що раки краще за каву, бо тримає людей у гарному гуморі, тоді як за кавою плетуть інтриги
Загальнонаціональна популярність прийшла до раки вже за часів Турецької республіки. Але раки довго залишався напоєм домашнього, кустарного виготовлення. Великомасштабне комерційне виробництво раки було відкрито з 1930-х років, в результаті чого два сорти — «Йєні»(тур. Yeni) і«Кулюп»(тур. Kulüp) стали продаватися в більшості населених пунктів з населенням понад 20 тисяч осіб. В 1944 році на виробництво раки була встановлена державна монополія — напій став вироблятися в Ізмірі державною компанією «Текел».

## Спосіб вживання

Раки сорту «Йєні» і «Текірдаг» та склянка розведеного раки

Раки п'ється розведеним у співвідношенні три-чотири частки води на одну частку раки, зазвичай з тонкого скляного келиха. Лід при бажанні додають вже в отриману суміш. Справа в тому, що якщо раки налити в стакан з льодом, то він може почати кристалізуватися і втратити свої смакові якості. Раки можна пити і нерозбавленим, але тоді його рекомендується заздалегідь охолодити. У цьому випадку раки зазвичай негайно запивають водою — на один ковток раки має припадати не менше одного ковтка води. Нерозбавлений раки має різкий пекучий смак і сильний аромат анісу, розбавлений — приємний солодкуватий смак і м'який анісовий аромат.
Як і інші анісові горілки, раки при розведенні біліє, а отримана суміш стає схожою на молоко (відбувається так званий ефект узо, коли анісова олія, розчинена в спирті, утворює з водою непрозору емульсію). Білий колір отриманого напою і висока міцність раки стали причиною народної назви раки — «молоко лева» (тур. aslan süt). Цікаво, що в минулому чаші для цього напою були прикрашені зображенням лева.
Зазвичай раки вживають разом з їжею, запиваючи ним страви національної турецької кухні, до яких раки, як вважається, особливо підходить. Однак часто розбавлений раки вживається і без їжі, як прохолодний алкогольний напій.

## Виробництво
До недавнього часу комерційним виробництвом раки займалася тільки компанія «Текел». Кількість брендів раки на ринку була невеликою — згадані Йєні і Кулюп залишалисьсь єдиними сортами напою до 1970-х років, коли з'явився третій сорт — «Алтинбаш» (тур. Altınbaş), що швидко став престижною маркою. Четвертий сорт — «Текірдаг» (тур. Tekirdag) — з'явився тільки в 2001 році. Проте після приватизації «Текел» в 2004 році на ринок вийшли й інші виробники, після чого число комерційних брендів раки стало швидко зростати.. У сучасній Туреччині споживається близько 60 млн літрів раки на рік

## Раки в культурі
Як надзвичайно популярний в народі повсякденний напій раки часто згадується в різних творах турецьких письменників.
Любителем і цінителем раки був творець і перший президент Турецької республіки Ататюрк.